# Arboretum du centenaire des États-Unis

Le Shofuso Japanese House and Garden de l'arboretum

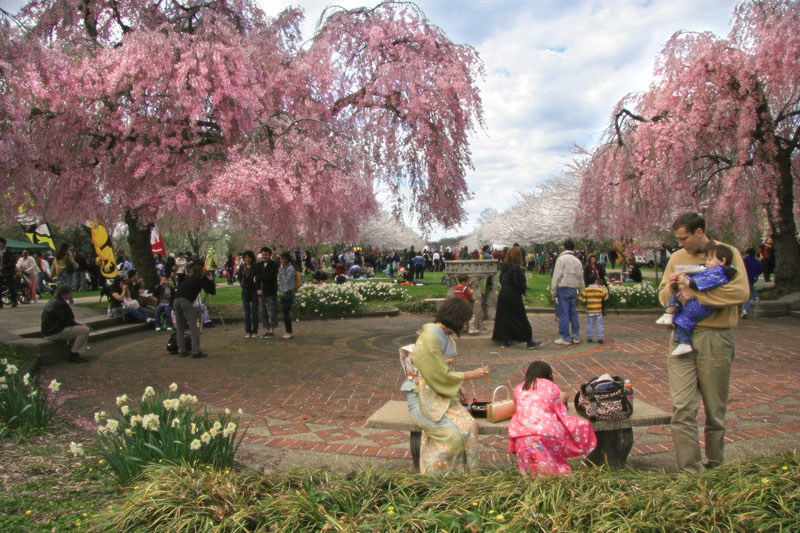
Festival des cerisiers en fleurs Subaru à l'arboretum du centenaire des États-Unis en 2008

L'arboretum du centenaire des États-Unis est situé au Centre d'horticulture à Philadelphie au parc Fairmount, au coin sud-est de Belmont et Montgomery Drives.
L'arboretum contient des spécimens d'arbres et d'arbustes en provenance d'Asie, d'Europe et d'Amérique du Nord. Beaucoup furent plantés en 1876 pour l'Exposition universelle de 1876. À proximité se trouve le Shofuso Japanese House and Garden, de style traditionnel japonais.
L'arboretum du centenaire accueille les festivités du Festival des cerisiers en fleurs Subaru de Philadelphie produit par la Société nippo-américaine du Grand Philadephie.